# Il grande romanzo americano
Il grande romanzo americano (in originale The Great American Novel) è un romanzo di Philip Roth pubblicato nel 1973. Il libro si rifà fin dal titolo al tentativo di narrare la storia americana attraverso lo sport nazionale del baseball, come avevano fatto già Il migliore di Bernard Malamud (1952) e Il gioco di Henry di Robert Coover (1968), ma con maggiore comicità.

## Trama
Il romanzo ha a che fare con la Patriot League, lega americana di baseball, e con un complotto comunista per eliminarne la storia perché si è trasformata in un'organizzazione apertamente anti-americana. La squadra dei Mundys di Port Ruppert (New Jersey), inventata dall'autore con giocatori improbabili e picareschi, presta il proprio stadio al Dipartimento della Guerra degli Stati Uniti all'inizio del 1943 affinché possa essere usato come luogo di incontro dei soldati prima di imbarcarsi per la guerra, e gli atleti sono costretti a giocare, per la prima volta permanentemente in giro, quali ospiti. Il narratore, tale "Word" Smith, è un giornalista sportivo in pensione, ricco di aneddoti sarcastici legati alla storia dello sport, che viaggia con loro.

## Edizioni italiane
- trad. Pier Francesco Paolini, Roma, Editori Riuniti, 1982 ISBN 88-359-0029-8
- trad. Vincenzo Mantovani, collana Supercoralli, Torino, Einaudi, 2014, pp. 417 ISBN 978-88-06-17898-7 
poi in Super ET uniform edition, 2016, pp. 399, ISBN 9788806229115